# UFC 110
UFC 110: Nogueira vs. Velasquez è stato un evento di arti marziali miste tenuto dalla Ultimate Fighting Championship il 21 febbraio 2010 all'Acer Arena di Sydney, Australia.

## Retroscena
L'evento fu il primo dell'UFC in Australia e registrò un incasso record di 2,5 milioni di dollari per i quasi 18.000 biglietti venduti più 540.000$ dal merchandising: venne quindi battuto il record di 498.000$ per l'incasso dal merchandising di un singolo evento UFC (il record in precedenza era dell'evento UFC 83: Serra vs St-Pierre 2) e il record di incassi di biglietteria dell'Acer Arena, prima detenuto da un concerto degli Iron Maiden.
Wanderlei Silva avrebbe dovuto lottare contro Yoshihiro Akiyama, un match tanto atteso da molti fan delle arti marziali miste, ed invece il giapponese venne sostituito da Michael Bisping.
Nate Marquardt e Chael Sonnen dovevano affrontarsi in questo evento, ma il loro incontro venne anticipato all'evento UFC 109: Relentless.
Keith Jardine venne inizialmente associato ad un confronto con Rich Franklin, ma successivamente si optò perché sfidasse Ryan Bader.
Chris Lytle avrebbe dovuto vedersela con Kim Dong-Hyun ma quest'ultimo saltò la sfida per infortunio.
Avrebbe dovuto essere anche il primo evento a presentare una sfida tutta australiana tra Elvis Sinosic e Chris Haseman, ma il primo si infortunò e il match venne cancellato.
Di australiani nell'ottagono venne inserito Anthony Perosh a sostituire l'indisponibile Ben Rothwell nella sfida contro Mirko Filipović.

## Risultati

### Card preliminare
- Incontro categoria Pesi Mediomassimi:  James Te-Huna contro  Igor Pokrajac

Te-Huna sconfisse Pokrajac per KO Tecnico (colpi) a 3:26 del terzo round.
- Incontro categoria Pesi Medi:  C.B. Dollaway contro  Goran Reljic

Dollaway sconfisse Reljic per decisione unanime (29–28, 29–28, 29–28).
- Incontro categoria Pesi Welter:  Chris Lytle contro  Brian Foster

Lytle sconfisse Foster per sottomissione (kneebar) a 1:41 del primo round.
- Incontro categoria Pesi Mediomassimi:  Stephan Bonnar contro  Krzysztof Soszynski

Soszynski sconfisse Bonnar per KO Tecnico (ferita) a 1:04 del terzo round.

### Card principale
- Incontro categoria Pesi Massimi:  Mirko Filipović contro  Anthony Perosh

Filipović sconfisse Perosh per KO Tecnico (stop medico) a 5:00 del secondo round.
- Incontro categoria Pesi Mediomassimi:  Keith Jardine contro  Ryan Bader

Bader sconfisse Jardine per KO (pugno) a 2:10 del terzo round.
- Incontro categoria Pesi Leggeri:  Joe Stevenson contro  George Sotiropoulos

Sotiropoulos sconfisse Stevenson per decisione unanime (30–27, 30–27, 30–27).
- Incontro categoria Pesi Medi:  Wanderlei Silva contro  Michael Bisping

Silva sconfisse Bisping per decisione unanime (29–28, 29–28, 29–28).
- Incontro categoria Pesi Massimi:  Antônio Rodrigo Nogueira contro  Cain Velasquez

Velasquez sconfisse Nogueira per KO (pugni) a 2:20 del primo round.

## Premi
Ai vincitori sono stati assegnati 50.000$ per i seguenti premi:
- Fight of the Night:  Joe Stevenson contro  George Sotiropoulos
- Knockout of the Night:  Cain Velasquez
- Submission of the Night:  Chris Lytle